# Feuerwehrgerätehaus Wanne

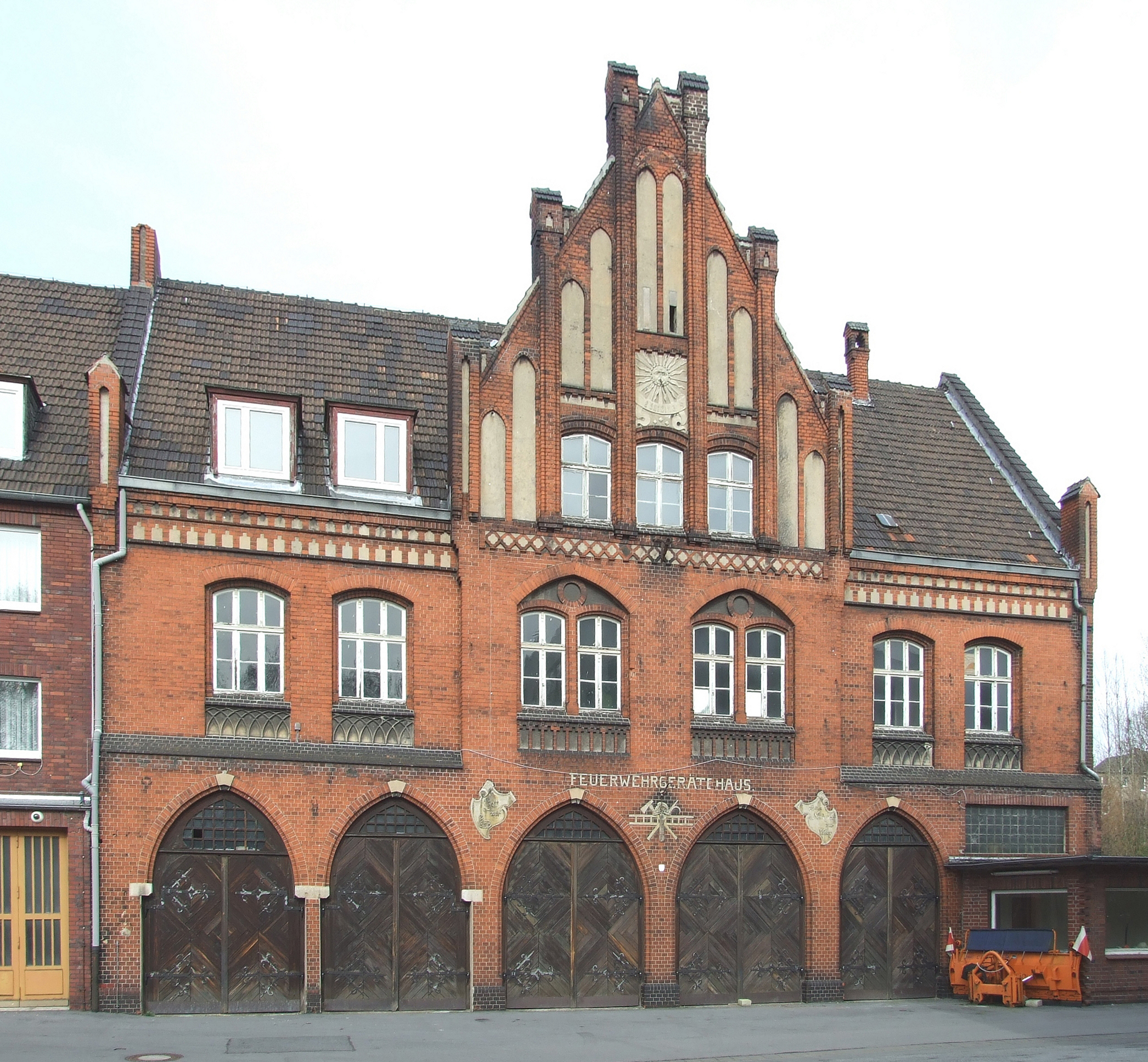
Südansicht (2014)

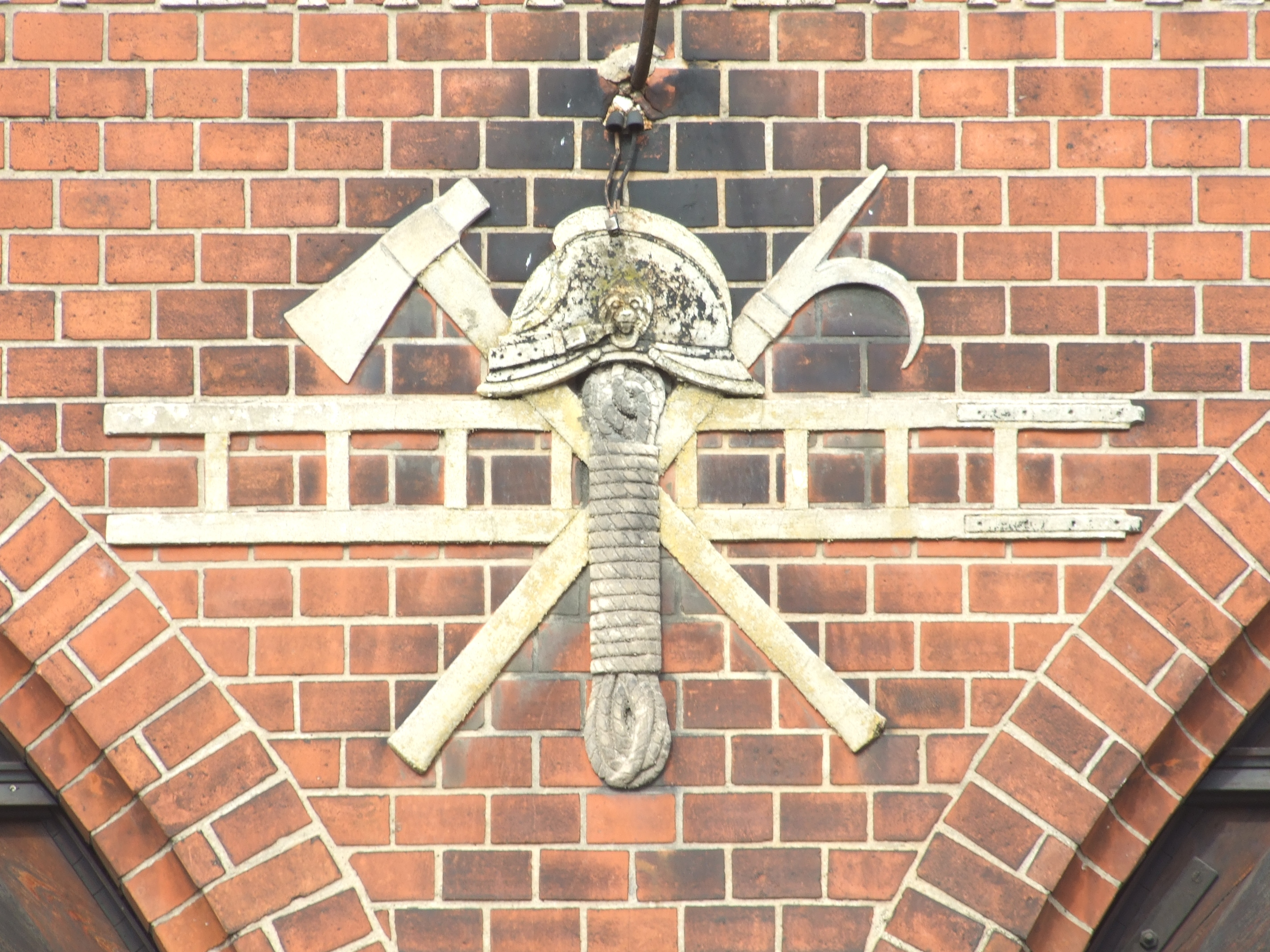
Detail (2014)

Das Feuerwehrgerätehaus in Herne-Wanne ist ein unter Denkmalschutz stehendes Baudenkmal. Das im Rückraum der Hauptstraße und der Christuskirche gelegene Gebäude steht im Innenhof der Feuerwache II (Löschzüge In der Wanne und Bickern-Crange) und ist über die Pastoratsstraße zugänglich. Bauherr war im Jahr 1906 das Amt Wanne, die Entwurfsausarbeitung erfolgte auf dem Bauamt Wanne unter dem Amtsbaumeister.

## Geschichte
Vor der Errichtung der Freiwilligen Feuerwehr in Wanne im Jahr 1881 beruhte der Brandschutz in erster Linie auf Nachbarschaftshilfe. Im August 1881 schloss sich dann eine Anzahl Bürger aus Wanne und dem angrenzenden Eickel zur Bildung einer Freiwilligen Feuerwehr Wanne zusammen. Die Gemeinde Röhlinghausen folgte 1892, zuvor hatte dort die Werkfeuerwehr der Zeche Königsgrube den Brandschutz sichergestellt. In Crange bestand bis zur Eingemeindung nach Wanne 1906 eine Pflichtfeuerwehr. Ab diesem Zeitpunkt übernahm die Wehr in Wanne diese Aufgabe. 1897 erfolgte dann die Einrichtung einer zweiten Freiwilligen Feuerwehr in Wanne. Den Bereich südlich der Eisenbahn betreute die „Freiwillige Bürger-Feuerwehr Wanne“ unter altem Namen weiter, den nördlich gelegenen die nunmehrige „Freiwillige Gemeinde-Feuerwehr Wanne“. Zum 1. Januar 1907 wurden beide Wehren vereinigt zur Freiwilligen Feuerwehr Wanne, deren 1. Abteilung versorgte den Bereich nördlich der Eisenbahn (ungefähr dem Stadtbezirk Herne-Wanne entsprechend), die 2. Abteilung den Südteil (Wanne-Mitte, Röhlinghausen). Später entstanden auch auf der Zeche Unser Fritz und für das Hafengebiet Wehren. 1925 bestand die Wehr aus 171 aktiven Mitgliedern, von 1881 bis 1925 waren 629 Brände erfasst worden. Im Zuge der Vereinigung mit dem Amt Eickel zur Stadt Wanne-Eickel erfolgte 1926 eine neuerliche Umbenennung zu „Freiwillige Feuerwehr In der Wanne“ und bei Auflösung der Stadt Wanne-Eickel und Bildung der neuen Stadt Herne (1975) in „Freiwillige Feuerwehr Herne – 6. LZ-R In der Wanne“.

## Beschreibung
Das im Stil der Norddeutschen Klinkerarchitektur im Neugotischen Stil ausgeführte zweigeschossige Gerätehaus von sechs Achsen ist bei einer Breite von annähernd 22 und einer Tiefe von 11 Metern in sich symmetrisch gegliedert. Die beiden mittleren Achsen sind in der vertikalen als Risalit ausgebildet, der bis in das Dachgeschoss (Satteldach) hochgezogen ist und mit zinnenartigen Giebelreitern abgeschlossen wird. Die im Giebel des Risalits eingebrachte Sonnenuhr wurde aus Stuck hergestellt, das Kranzgesims und der Fries aus Ziegel und Putz. Das Erdgeschoss weist heute noch fünf hölzerne Spitzbogentore auf. Während das ursprünglich rechts außen liegende bei Errichtung eines Anbaues vermauert wurde, stellte das ganz linke zugleich eine Durchfahrt zu den dahinterliegenden Hoftrakten dar. Die beiden mittleren werden seitlich durch Berufszeichen zur Feuerwehr verziert, darüber in Stuck die Inschrift: „Gott zur Ehr, dem Nächsten zur Wehr“.
Die Eintragung des Feuerwehrgerätehauses in die Denkmalliste der Stadt Herne erfolgte am 20. Juni 1988 (Denkmal Nr. A 45).